# 山本勝巳 (建築家)
山本 勝巳（やまもとかつみ、1905年12月9日 - 1991年9月23日）は、日本の建築家。

## 来歴・人物
東京府出身。旧制愛媛県立松山中学校（現・愛媛県立松山東高等学校）を卒業。1930年に東京美術学校を卒業後、岡田建築事務所（岡田信一郎の事務所）、大林組を経て1940年に独立し、山本建築事務所を開設。1949年、海老原一郎と共同で、信建築設計事務所を設立（海老原は間もなく独立）。
映画監督の山本薩夫は実弟。子息の山本學、山本圭、山本亘はいずれも俳優である。

## 作品
- 富山市郷土博物館（富山城）（1954年、登録文化財）
- 美ヶ原高原ホテル（山本小屋）（1962年）[1]
- 天山文庫（川内村、1966年）
- 竹風堂（小布施町、1970年）[2]
- 会津武家屋敷（会津若松市、1975年）[3][4]
- 菊の湯（松本市浅間温泉、1976年）[5]
- 木暮山荘（渋川市伊香保町、1977年、現・木暮茶寮）[6]
- 日新館（会津若松市、1987年）　など

## 著作
- 関東地方の民家（共著、1971）
- 現代の民家造り（1979）住宅・店舗等の作品集

## 資料
- 金沢工業大学建築アーカイヴス研究所 - 寄贈された設計図面を収蔵している。（Webarchive）